# Barão de Cocais
Barão de Cocais este un oraș în unitatea federativă Minas Gerais (MG), Brazilia.